# Hey D.J. me lo metti un lento?
Hey D.J., me lo metti un lento? è un album di Benito Urgu, pubblicato nel 1990 dalla Cruisin' Records per PolyGram Italia S.r.l.

## Tracce
1. C'è da spostare una pecora
2. Hey D.J., me lo metti un lento?
3. Baciami sotto le ascelle
4. Sexy Fonni
5. Prove tecniche di trasmissione (con Piero Chiambretti)
6. Collu Tollu Ortu Porcu (Marroccu)
7. Apelle '90
8. Lambada sarda